# Vivian Oparah
Vivian Nneka O. Oparah (nacida el 30 de diciembre de 1996) es una actriz y música británica. Es conocida por su trabajo en el teatro, obteniendo una nominación al premio Off West End, y sus papeles en el spin-off de Doctor Who de la BBC Three Class (2016) y la película Rye Lane (2023).

## Primeros años
Oparah nació en Camden y creció en Tottenham, Londres. Asistió a The Latymer School, donde obtuvo A Levels en medios, literatura inglesa, diseño de productos y biología. Durante sus cursos de medios en 2014, formó una banda llamada NTLS junto con otros estudiantes. Su sencillo debut y video Heart Skipped a Beat fue publicado en YouTube. Su hermano mayor también trabaja en la música. Oparah se unió al National Youth Theatre, donde hizo un curso de verano de dos semanas.

## Carrera
Mientras posponía su aceptación a la UCL, Oparah fue elegida para el spin-off de Doctor Who Class de la BBC Three como Tanya Adeola, marcando su debut en televisión. Oparah dijo más tarde que Class fue su primera audición. Cuando hizo la audición solo sabía que la serie estaba ligada al universo de Doctor Who, pero no imaginó que se trataría de una producción tan grande hasta que consiguió el trabajo y comenzó a filmar. Durante la producción de la serie Oparah vivió en Cardiff, en el mismo edificio que la actriz Sophie Hopkins.
Oparah fue nombrada Talento Emergente en los Premios de Cine y Televisión Screen Nation 2017. Ese mismo año, interpretó a Minnie en la obra An Octoroon en el Orange Tree Theatre de Richmond. Por su actuación, fue nominada a Mejor Mujer de Reparto en una Obra en los Off West End Theatre Awards. En 2018, Oparah repitió su papel de Tanya en seis obras de audio de Big Finish e hizo su debut cinematográfico en Teen Spirit.
En 2020, Oparah apareció en un episodio de la miniserie de BBC One I May Destroy You, así como en la segunda serie de la comedia dramática de BBC Three Enterprice. Actuó junto a David Jonsson en la comedia romántica Rye Lane, que se estrenó en el Festival de Cine de Sundance de 2023 con gran éxito de crítica. Tiene un papel próximo en el drama de Sky Max , Then You Run .

## Filmografía

### Películas
| Año  | Título              | Papel | Notas        |
| ---- | ------------------- | ----- | ------------ |
| 2018 | Alcanzando tu sueño | Kelli |              |
| 2019 | Pagans              | Viv   | Cortometraje |
| 2019 | Signs               | Ade   | Cortometraje |
| 2023 | Rye Lane            | Yas   |              |

### Series de TV
| Año  | Título            | Papel        | Notas                      |
| ---- | ----------------- | ------------ | -------------------------- |
| 2016 | Class             | Tanya Adeola | Protagonista (8 episodios) |
| 2017 | The Rebel         | Amaya        | Regular (5 episodios)      |
| 2020 | I May Destroy You | Bisola       | Episodio: "Happy Animals"  |
| 2020 | Enterprice        | Isha         | 3 episodios                |
| 2021 | Intelligence      | Honey        | 1 episodio                 |
| 2023 | Then You Run      | Stink        |                            |

## Teatro
| Año  | Título            | Papel  | Notas                                     |
| ---- | ----------------- | ------ | ----------------------------------------- |
| 2017 | An Octoroon       | Minnie | Orange Tree Theatre, Richmond             |
| 2018 | Fanny & Alexander | Mej    | Old Vic, Londres                          |
| 2018 | An Octoroon       | Minnie | Royal National Theatre (Dorfman), Londres |